# Sohodolls
Sohodolls é uma banda eletrônica inglesa de Londres. O grupo, criado em 2003, é formado por Maya von Doll (voz), Toni Sailor (guitarra), Weston Doll (teclados), Matt Lord (baixo duplo) e Paul Stone (bateria). A estes membros normalmente se unem outros músicos no palco.
A banda - cujo nome às vezes é separado com um espaço, como Soho Dolls - descreveu seu som como uma mistura entre "glamour decadente e desesperado" e "selvageria e sexo". O seu álbum de estreia Ribbed Music for the Numb Generation foi lançado em setembro de 2007.